# Robert Hargan Storey
Robert Hargan Storey, noto anche con lo pseudonimo di Bob Storey (London, 3 dicembre 1942), è un bobbista e dirigente sportivo canadese.
Fu il quarto presidente della Federazione internazionale di bob e toboga (FIBT), in carica dal 1994 al 2010.

## Biografia
Originario di Collingwood, nell'Ontario, Bob Storey iniziò a praticare il bob a metà degli anni 1960. Divenne noto per la prima volta quando fu parte della squadra canadese di quattro uomini che si schiantò sulla pista di Lake Placid nel febbraio 1966, in cui perse la vita l'italiano Sergio Zardini e rimase gravemente ferito il compagno di squadra Michael Young. Partecipò poi a due edizioni dei Giochi olimpici invernali a Grenoble 1968 e Sapporo 1972, dove ottenne il miglior piazzamento con il 14º posto nella gara a due.
Divenne allenatore della squadra canadese di bob per le Olimpiadi invernali di Innsbruck 1976, ottenendo il miglior piazzamento al 17º posto nella gara a quattro.
Dal 1976 al 1994 fu eletto due volte a presidente del Bobsleigh Canada Skeleton. Nel 1984 Storey fu eletto vicepresidente della FIBT e divenne presidente della FIBT nel 1994, posizione ricoperta fino al 2010 quando fu sconfitto 22-20 per il quinto mandato dall'ex bobbista italiano Ivo Ferriani. Oltre ad essere presidente della FIBT, Storey ha fatto parte dell'Associazione delle Federazioni olimpiche internazionali degli sport invernali, dell'Associazione generale delle federazioni sportive internazionali, del Comitato olimpico canadese e ha prestato servizio nella commissione per lo sport e l'ambiente del Comitato olimpico internazionale (CIO). Nella candidatura per i Giochi invernali di Vancouver 2010 ricoprì il ruolo di Capo stratega internazionale per il quale Vancouver è stata premiata nel luglio 2003. Storey ha fatto parte della Commissione di coordinamento per le Olimpiadi invernali della gioventù del 2012 a Vancouver e Innsbruck, una commissione presieduta dal presidente della Federazione Internazionale Sci (FIS) Gian Franco Kasper e comprendente il presidente della International Skating Union Ottavio Cinquanta e la collega canadese Beckie Scott, prima donna nordamericana nel medagliare nello sci di fondo alle Olimpiadi invernali.
Dopo essersi ritirato dallo sport agonistico all'inizio degli anni 1970, Storey si dedicò al settore della comunicazione e della radiodiffusione in Canada. Durante la sua carriera televisiva, ha fondato la South Fraser Broadcasting Limited e in seguito è stato presidente della Teraca Communications. Storey divenne in seguito consulente per Masabe and Company. Nel 2005 è entrato a far parte del consiglio di amministrazione della Canadian Satellite Radio Holdings Inc., con sede a Toronto. Storey fa anche parte di diversi consigli di amministrazione di società di radiodiffusione sia in Canada che negli Stati Uniti. È stato in grado di sfruttare il suo successo televisivo per una maggiore copertura televisiva e successivamente su Internet per la FIBT.